# Amsterdamøya
Amsterdamøya est une petite île inhabitée située dans le nord-ouest du Svalbard et entourée par la banquise presque toute l'année.
L'île fait partie intégrante du Parc national de Nordvest-Spitsbergen.

## Histoire
L'île a d'abord été découverte par Willem Barents en 1596, avant d'être explorée par les Néerlandais en 1614. Cette année-là, une expédition conduite par Willem Cornelis van Muyden et par Jan Jacobs May van Schellinkhout et commanditée par la Noordsche Compagnie, est chargée d'évaluer le potentiel de pêche à la baleine dans cette zone. C'est probablement à cette occasion que l'île a été nommée. En 1619, la Noordsche Compagnie construisent une station de chasse à la baleine temporaire, puis semi-permanente sur l'île. Celle-ci fut appelée Smeerenburg et a été abandonné vers 1660 à la suite du déclin de la pêche. Des hommes ont hiverné dans l'île durant l'hiver 1633-1634 afin de protéger la station d'éventuelles tentatives de pillages des rivaux basques et danois. Le deuxième hivernage, l'année suivante, se solda toutefois par une tragédie puisque les hommes sont morts de faim et de froid.
Un cimetière et les ruines de fours sont les seuls témoins subsistants de la présence néerlandaise du XVIIe siècle. Des chercheurs de l'Université de Groningue y ont effectué d'importantes recherches archéologiques.